# Bandırma
Bandırma (auch Bandirma, Banderma und Panderma; von altgriechisch Πάνορμος Κυζίκου Panormos) ist eine Stadt im gleichnamigen Landkreis der türkischen Provinz Balıkesir und gleichzeitig ein Stadtbezirk der 2012 geschaffenen Büyükşehir belediyesi Balıkesir (Großstadtgemeinde/Metropolprovinz). Die Stadt hieß in der Antike Panormos (Πάνορμος). Seit einer Gebietsreform 2012 ist die Kreisstadt flächen- und einwohnermäßig identisch mit dem Landkreis.
Ende 2012 bestand der Kreis aus Bandırma (20 Mahalles) sowie aus den beiden Belediye Aksakal (4 Mahalles) und Edincik (5 Mahalles), die beide nach der Verwaltungsreform in Mahalles überführt wurden. Auch die 32 Dörfer in den drei Bucak Aksakal (5), Aydıncık (12) und Merkez (15) wurden in Mahalles umgewandelt.

## Geografische Lage
Bandırma liegt am Südufer des Marmarameeres auf der Strecke zwischen Izmir und Istanbul in der Bucht von Bandırma.

## Stadtviertel (Auswahl)

### Levent
Der Stadtteil Levent liegt am höchsten Punkt der Stadt. In Levent werden hauptsächlich Hochhäuser und Wohnblöcke errichtet. Sie wurden zu einer Art Wahrzeichen von Bandırma, da man sie schon von weit außerhalb der Stadt sieht.

### Livatya
Livatya liegt am Fuß des Bergs auf dem sich Levent befindet. Livatya ist die östliche Küste von Bandırma. In dieser Gegend gibt es eine savannenähnliche Landschaft mit wenigen Häusern.

### 100.Yıl
Der Name des Stadtteils 100.Yıl bedeutet wörtlich übersetzt das hundertste Jahr. Er grenzt an Kayacık, einen weiteren Stadtteil von Bandırma. Am Opferfest (Bayram) findet dort der Opfertier-Markt statt. Der Friedhof befindet sich am Ende der Hauptstraße, die aus Bandırma herausführt.

## Flora und Fauna
Zum Stadtbild gehören vor allem Palmen. Sonst prägen Feigenbäume und savannenartige Flächen die Landschaft.
Für die Tierwelt bildet wohl der Kuşcenneti-Nationalpark am Manyas Gölü (Manyas-See) den wichtigsten Standort. Er wird von vielen nach Nordafrika ziehenden Vögeln als Winterquartier oder als Ruheplatz verwendet. Hier findet man viele Vogelarten, von Greifvögeln und Singvögeln bis hin zu Flamingos. Im Sommer kann man an den Küsten Kormorane beobachten. Auch Echsen, Schlangen und Schildkröten sind hier verbreitet, sie leben vor allem in der steinigen Landschaft von Livatya und Levent. Im Sommer kann man an den Küsten auch Delfin-Schulen beobachten.

## Wirtschaft
Die Stadt hat zahlreiche Industrieansiedlungen. Über das Marmarameer wird hauptsächlich Bor aus Kırka exportiert. Sehr bekannt sind die vielen Hühnerfarmen.

## Verkehr
Bandırma liegt auf der Strecke zwischen Izmir und Istanbul. Von Istanbul ist die Stadt mit der Hochgeschwindigkeits-Fähre in etwa einer Stunde und 45 Minuten zu erreichen. Am Rande der Bezirksstadt befindet sich ein Militärflugplatz.

## Sehenswürdigkeiten
- Antike Siedlung Panormos
- Altes Kastell (Bandırma Kale)
- Kirche Hagia Trias von 1906
- Archäologisches Museum mit Ausstellungsstücken aus Daskyleion und Kyzikos
- See von Manyas
- Thermalbäder von Gönen
- Kapıdağ (Halbinsel von Erdek)
- Kazdağ (Berg Ida), 1.500 m
- Kuşcenneti Naturpark, Vogelparadies
- Der Hafen von Bandırma

## Sport
Bandırma hat mit dem Basketballverein Banvit B.K. seit 2004 eine Vertretung in der höchsten türkischen Liga der Türkiye Basketbol Ligi. Im Sommer 2011 ist mit Bandırma Kırmızı der zweite Basketballverein aus Bandırma in die höchste türkische Spielklasse aufgestiegen.
Mit Bandırmaspor hat die Kreisstadt seit den 1960er Jahren eine Fußballmannschaft die lange Zeit in der zweithöchsten türkischen Spielklasse der TFF 1. Lig spielte. Seit dem Sommer 2010 nimmt der Verein am Spielgeschehen in der dritthöchsten Spielklasse der TFF 2. Lig teil.

## Persönlichkeiten
- Emre Akkaş (* 1998), Fußballspieler
- Erkan Arıkan (* 1969), deutscher Fernsehmoderator türkischer Abstammung
- Çerkez Ethem (* 1883/1884, † 1949), osmanisch-tscherkessischer Guerillaführer und Kämpfer im türkischen Unabhängigkeitskrieg
- Hande Erçel (* 1993), türkische Schauspielerin und Model
- Firdewsi (* 1453, † unbekannt), türkischer Dichter und Universalgelehrter
- Ziya Güler (* 1952), Generalleutnant
- Nedim Günar (* 1932, † 2011), Fußballspieler, -trainer und -funktionär
- Vedat İnceefe (* 1974), Fußballspieler und -trainer
- Seracettin Kırklar (* 1929, † 1995), Fußballspieler und -trainer
- Çetin Zeybek (* 1932, † 1990), Fußballspieler und -funktionär

## Städtepartnerschaft
Bandırma werden folgende sechs Partnerstädte zugeordnet:

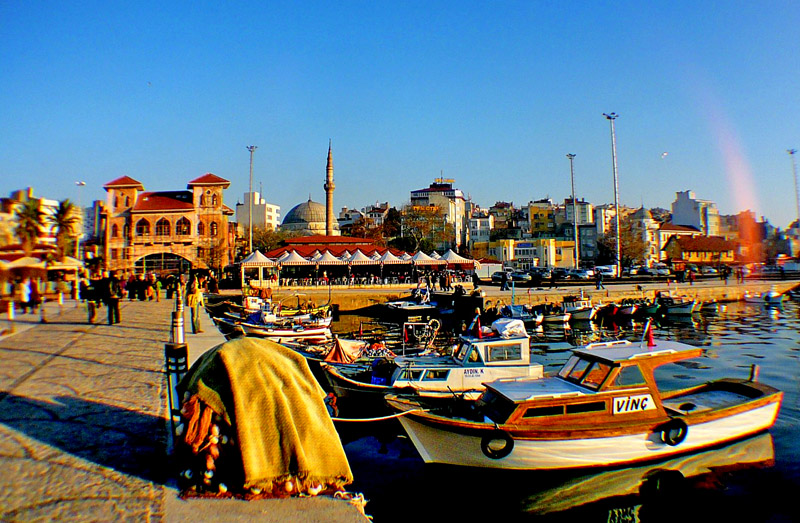
Historisches Viertel

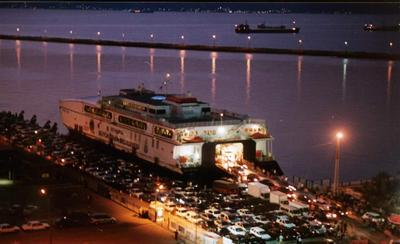
Fähre nach Istanbul

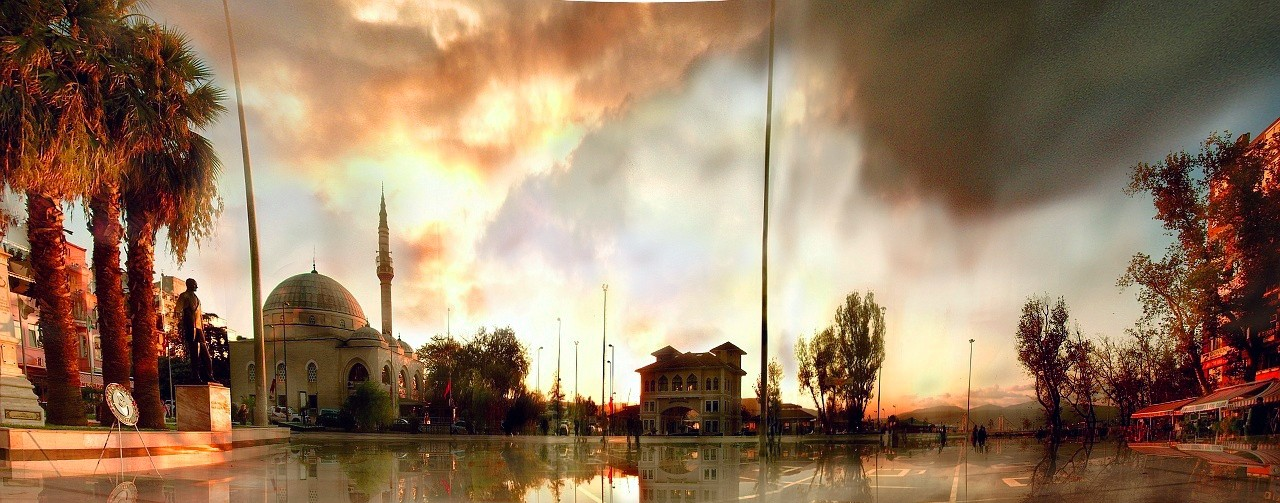
Platz der Republik

| Stadt     | Land                | seit |
| --------- | ------------------- | ---- |
| Kamen     | Deutschland         | 1999 |
| Kavala    | Griechenland        |      |
| Luzk      | Ukraine             | 2014 |
| Mardin    | Türkei              |      |
| Nikopol   | Bulgarien           |      |
| Sochumi   | Georgien            |      |
| Tongxiang | Volksrepublik China | 2002 |